# Валпрото (Виченца)
Валпрото је насеље у Италији у округу Виченца, региону Венето.
Према процени из 2011. у насељу је живело 714 становника. Насеље се налази на надморској висини од 32 м.